# Bozzai
Bozzai is een plaats (község) en gemeente in het Hongaarse comitaat Vas. Bozzai telt 307 inwoners (2001).